# Kary Mullis
Kary Banks Mullis (n. 28 decembrie 1944, Lenoir⁠(d), Carolina de Nord, SUA – d. 7 august 2019, Newport Beach, California, SUA) a fost un biochimist american. Mullis a fost recompensat în anul 1993 cu Premiului Nobel pentru chimie, împreună cu Michael Smith, obținut pentru dezvoltarea reacției în lanț a polimerazei (cunoscută sub acronimul PCR, pentru  expresia Polymerase Chain Reaction).

## Biografie

### Educație
Mullis s-a născut în localitatea Lenoir, statul  Carolina de Nord, din apropierea lanțului Blue Ridge Mountains, la data de 28 decembrie 1944. Familia sa erau fermieri din acea zonă rurală. A făcut studii doctorale la Universitatea din Berkley.

### Reacția de polimerizare în lanț
Kary Mullis este inventatorul reacției de polimerizare în lanț (Polymerase Chain Reaction sau PCR în engleză), despre care astăzi se spune că ar fi cea mai sigură metodă de a dovedi prezența virusului HIV în sângele uman. Curios este însa că, chiar Kary Mullis este unul dintre acei mulți oameni de știință care neagă existența HIV. La o conferință în anul 1994 la Toledo Spania, Mullis și-a schimbat topicul discursului sau din PCR în ideea sa, precum HIV nu cauzează SIDA. Mullis a scris în cartea publicată de Dr. Duesberg „Inventing the AIDS Virus” (1997) ). "Nimeni nu a dovedit că HIV cauzează SIDA. Noi nu am putut înca să gasim un motiv plauzibil de ce majoritatea populației globului crede că SIDA este o boala provocată de un virus pe numele HIV.".

### Interviuri
- Interview, Nobel Prize committee, 2005.
- Klipfel, Sarah (1998), Interview, arhivat din original la 6 iulie 2005, accesat în 21 iunie 2016 referitor la viziunea sa despre problema HIV/AIDS.
- PCR TEST INVENTOR Kary Banks Mullis opinion on DR. FAUCI